# Albert von Mußbach

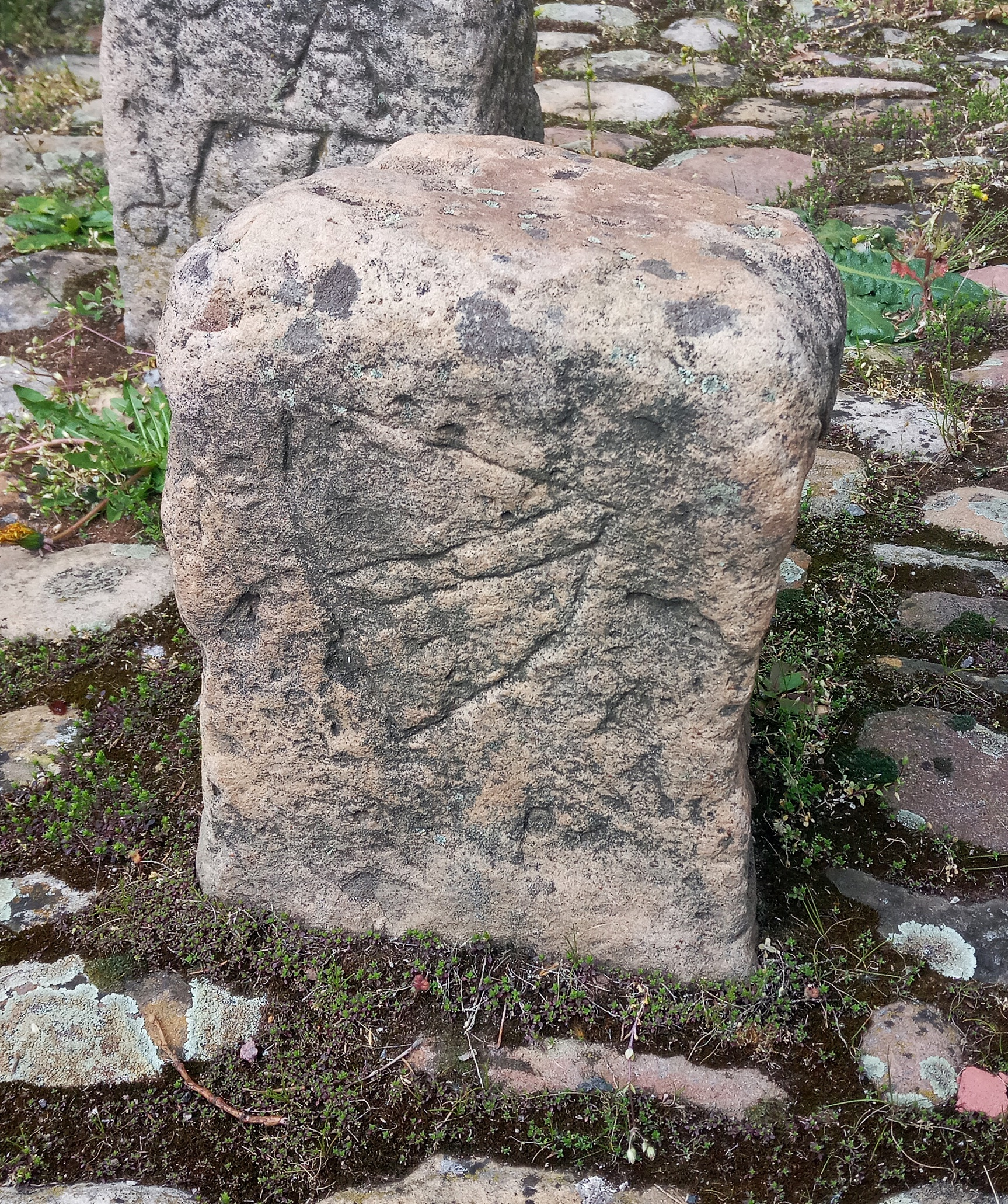
Grenzstein mit Wappen des Adelsgeschlechts von Mußbach im Herrenhof Mußbach

Albert von Mußbach (* vor 1262; † 26. März 1277 in Speyer) war ein adeliger Domherr in den Hochstiften Speyer und Worms, der Opfer eines Meuchelmords wurde. 

## Herkunft und Familie
Albert entstammte dem Adelsgeschlecht Mußbach, das sich nach dem vorderpfälzischen Dorf Mußbach benannte und von dem im 13. bzw. 14. Jahrhundert mehrere Vertreter erscheinen. Alberts Bruder Johann von Mußbach war Domherr in Speyer, Egon von Mußbach trat bereits 1217 als Ministeriale des Bischofs von Speyer auf, Richard von Mußbach und Egeno von Mußbach amtierten im 14. Jahrhundert als Großpriore des Johanniterordens, Egeno beispielsweise von 1306 bis 1317 als Komtur von Heimbach in der Südpfalz.

## Beruf
Albert von Mußbach ist am 3. Mai 1262 erstmals urkundlich als Speyerer Domherr nachgewiesen, 1265 war er auch Domherr in Worms, 1275 gründete er das Spital Branchweiler bei Neustadt.
Unter Bischof Heinrich von Leiningen († 1272) amtierte Albert ab 1269 als Domdekan zu Speyer und blieb in diesem Amt auch unter dem Nachfolger Friedrich von Bolanden († 1302). Während dessen erzwungener Abwesenheit vertrat ihn Domdekan Albert. Der Bischof war nämlich 1276 durch Ritter Wolfram von Fleckenstein gefangen genommen und auf Burg Fleckenstein festgesetzt worden. König Rudolf I. hatte deshalb die Burg belagert und den Oberhirten befreit.
In der bischofslosen Zeit des Jahres 1276 versuchte die freie Reichsstadt Speyer, sich verschiedene Rechte des Bistums anzueignen. Hauptstreitpunkt war das Ungeld, eine Art Umsatzsteuer, die von alters her der Bischof vereinnahmte und die nun von der Stadt beansprucht wurde. Domdekan Albert beschwerte sich darüber bei Papst Johannes XXI., der am 9. Januar 1277 den Mainzer Domdekan mit der Untersuchung des Falles beauftragte. Vier Tage später bestätigte dieser dem bischöflichen Stuhl von Speyer alle Freiheiten, Rechte und Gnaden, die ihm frühere Könige und Päpste verliehen hatten. Doch noch bevor die päpstlichen Bullen in Speyer eintrafen, wurde der Beschwerdeführer ermordet.

## Ermordung

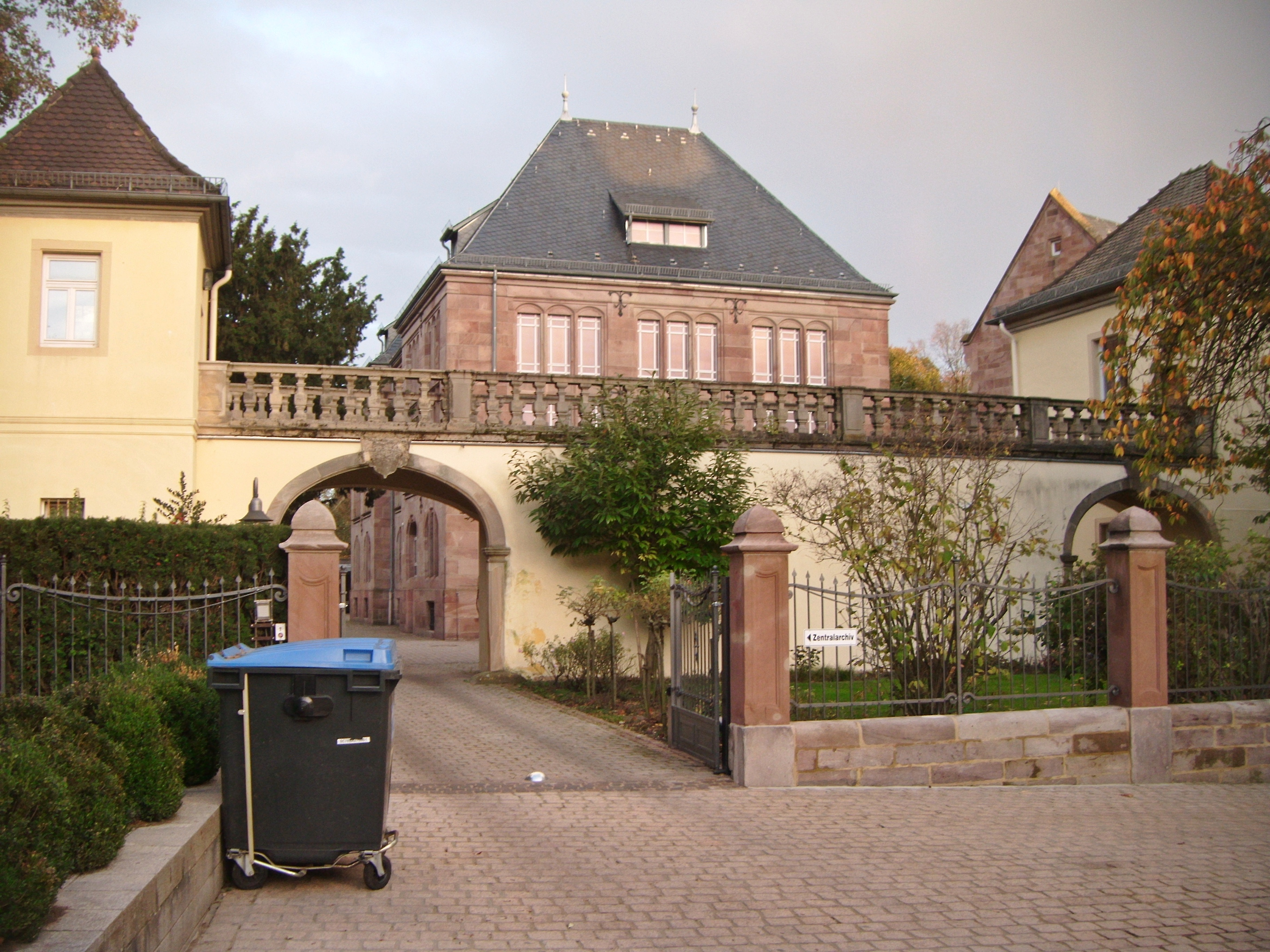
Zentralarchiv der Evangelischen Kirche der Pfalz. Hier stand der historische Schlegelhof, in dem Albert von Mußbach wohnte.

Der Domdekan wohnte südlich des Speyerer Doms im Schlegelhof, an dessen Stelle heute das Zentralarchiv der Evangelischen Kirche der Pfalz steht. Am Karfreitag, dem 26. März 1277, wollte er sich frühmorgens zur Mette in den Dom begeben. Zwischen Schlegelhof und Domkreuzgang lauerte man ihm auf und tötete ihn. Als man die Leiche auffand, wies sie eine tiefe Brustwunde mit Verletzung des Herzens sowie mehrere Rücken- und Seitenwunden auf. Überdies war die Kehle durchgeschnitten, der Schädel eingeschlagen, so dass Teile des Gehirns ausgetreten waren, und die linke Hand vom Körper abgetrennt. Die Überlieferung berichtet, ein streunendes Schwein habe die Hirnmasse aufgefressen, noch bevor der Leichnam geborgen werden konnte.
Nach den Tätern wurde intensiv gefahndet. Zeugen, die sich nicht meldeten, bzw. Personen, welche die Mörder deckten, mussten mit dem Kirchenbann rechnen, was die Priester der Diözese unter Glockengeläut und beim Brennen von Kerzen in allen Kirchen zu verkünden hatten. Trotzdem blieben die Schuldigen unentdeckt.
Bischof Friedrich von Bolanden konstatierte, der ermordete Albert habe sich „wie eine Mauer zum Schutz des Hauses Gottes erhoben und in allem nach Gerechtigkeit geeifert“. Das Domkapitel fasste den Beschluss, den Domdekan künftig zur Karfreitagsmette von einem Kammerknecht mit brennender Kerze abholen zu lassen. Am Ort des Verbrechens errichtete man ein Steinkreuz, das heute nicht mehr existiert. Johann von Mußbach, Domkapitular und Neffe des Getöteten, dotierte 1315 eine Messstiftung für den Onkel und sich selbst.